# شیلوته
شیلوته (به لیتوانیایی: Šilutė) (به آلمانی: Heydekrug) شهری در لیتوانی با جمعیت ۲۱٬۴۷۶ نفر است.